# Atrax montanus
Atrax montanus – gatunek pająka z infrarzędu ptaszników i rodziny Atracidae. Jest endemitem australijskiej Nowej Południowej Walii.

## Taksonomia i ewolucja
|  | Atrax christenseni                                                |
|  |                                                                   |
|  | \| \| Atrax montanus \| \| \| \| \| \| Atrax robustus \| \| \| \| |
|  |                                                                   |
|  | Atrax montanus                                                    |
|  |                                                                   |
|  | Atrax robustus                                                    |
|  |                                                                   |

|  | Atrax montanus |
|  |                |
|  | Atrax robustus |
|  |                |

|  | Atrax christenseni                                                |
|  |                                                                   |
|  | \| \| Atrax montanus \| \| \| \| \| \| Atrax robustus \| \| \| \| |
|  |                                                                   |
|  | Atrax montanus                                                    |
|  |                                                                   |
|  | Atrax robustus                                                    |
|  |                                                                   |

|  | Atrax montanus |
|  |                |
|  | Atrax robustus |
|  |                |

|  | Atrax christenseni                                                |
|  |                                                                   |
|  | \| \| Atrax montanus \| \| \| \| \| \| Atrax robustus \| \| \| \| |
|  |                                                                   |
|  | Atrax montanus                                                    |
|  |                                                                   |
|  | Atrax robustus                                                    |
|  |                                                                   |

|  | Atrax montanus |
|  |                |
|  | Atrax robustus |
|  |                |

|  | Atrax christenseni                                                |
|  |                                                                   |
|  | \| \| Atrax montanus \| \| \| \| \| \| Atrax robustus \| \| \| \| |
|  |                                                                   |
|  | Atrax montanus                                                    |
|  |                                                                   |
|  | Atrax robustus                                                    |
|  |                                                                   |

|  | Atrax montanus |
|  |                |
|  | Atrax robustus |
|  |                |

Gatunek ten opisany został po raz pierwszy w 1914 roku przez Williama Josepha Rainbowa na łamach „Records of the Australian Museum” pod nazwą Poikilomorphia montana. Jako lokalizację typową wskazano Wentworth Falls w Jamieson Valley w Górach Błękitnych na terenie australijskiej Nowej Południowej Walii.
W 1985 roku przeniesiony został do rodzaju Atrax przez Barbarę York Main. W 1988 roku Michael Roland Gray zsynonimizował omawiany takson z Atrax robustus i status taki podtrzymał w rewizji rodzaju Atrax z 2010 roku. Badania morfologiczne oraz molekularna analiza filogenetyczna przeprowadzone przez Stephanie F. Lorię i współpracowników wykazały jednak, że A. robustus w sensie zdefiniowanym przez Graya stanowi w rzeczywistości kompleks gatunków. Autorzy Ci w publikacji z 2025 roku przywrócili omawianemu taksonowi status odrębnego gatunku w kombinacji Atrax montanus.
Według wyników analiz filogenetycznych Lorii i innych z 2025 roku A. montanus zajmuje pozycję siostrzaną względem A. robustus, a linie ewolucyjne tych gatunków rozeszły się 10 mln lat temu. Klad tworzony przez te gatunki zajmuje z kolei pozycję siostrzaną dla A. christenseni i od jego linii ewolucyjnej oddzielić się miał 17 mln lat temu.

## Morfologia
Samce osiągają od 19,3 do 25,1 mm długości ciała przy karapaksie długości od 9 do 11,5 mm, samice zaś osiągają od 21 do 23,5 mm długości ciała przy karapaksie długości od 9,1 do 14,5 mm. Prosoma jest szeroko owalna, o lekko wyniesionej części głowowej i poprzecznej, nieco wygiętej jamce karapaksu. Oczy par środkowych rozmieszczone są na planie prostokąta. Szczękoczułki nie mają rastellum, wyposażone są w kilkanaście zębów na przedniej krawędzi bruzdy, od dziewięciu do czternastu zębów na krawędzi tylnej i od kilkunastu do ponad trzydziestu ząbków na jej dnie. Sternum jest dłuższe niż szersze, zaopatrzone w trzy pary jajowatych sigilla, z których ostatniej są największe. U okazów przechowywanych w alkoholu prosoma jest ciemnobrązowa w przypadku samców, a rudobrązowe z elementami pomarańczowymi w przypadku samic. Kolejność par odnóży od najdłuższej do najkrótszej to I, IV, II, III u samca i IV, I, II, III u samicy. Ich kolor u okazów przechowywanych w alkoholu jest rudobrązowy lub bursztynowy. Opistosoma jest w zarysie jajowata, zaopatrzona w cztery kądziołki przędne, u okazów przechowywanych w alkoholu płowa do ciemnoszarej.
Nogogłaszczki samca cechują się golenią 3,3 raza dłuższą niż szerszą, zaopatrzoną w cztery szczecinki makroskopowe przednio-boczne. Embolus jest ośmiokrotnie dłuższy niż szerszy, gładko, sinusoidalnie wykrzywiony, na szczycie zaopatrzony w strzałkowatą fałdę i wąski otwór.
Genitalia samicy mają spermateki o wąskich, niestykających się podstawach, od pięciu do sześciu razy dłuższe niż szersze, dowewnętrznie zakrzywione – stopień zakrzywienia bywa różny, od delikatnego po ostry i kolankowaty, ale zawsze jest większy niż u A. robustus, a dominują osobniki o odsiebnych częściach spermatek silnie zbieżnych.

## Ekologia i występowanie
Pająk ten zasiedla głównie porośnięte lasami deszczowymi wąwozy i źleby, wykazując preferencje do wyższej wilgotności i większego zacienienia niż A. robustus. Lejkowate sieci łowne konstruuje pod skałami, kamieniami i leżącymi kłodami.
Jest endemitem australijskiej Nowej Południowej Walii, ograniczonym zasięgiem do północnej, zachodniej i południowej części bioregionu Sydney Basin. Na zachód dociera do wyższych partii Górach Błękitnych, na południe zaś do Bowral w rejonie Southern Highlands.
Pajęczakowi temu zagraża utrata dogodnych siedlisk związana z urbanizacją i ochrony wymagają jego lokalne populacje. W rejonie gęściej zaludnionych sydnejskich przedmieść niemal zanikł, podobnie jak siostrzany A. robustus.